# StumbleUpon
StumbleUpon – wyszukiwarka internetowa funkcjonująca na zasadzie spersonalizowanego systemu rekomendowania treści. Umożliwia internautom przeglądanie i ocenę stron, zdjęć lub plików wideo, które są dostosowywane do ich preferencji na podstawie wcześniejszej aktywności.
Pasek narzędzi przeznaczony jest dla aplikacji: Mozilla Firefox, Mozilla Application Suite, Google Chrome i Internet Explorer. Na potrzeby użytkowników Opery aplet został napisany przez zewnętrzną firmę. Dotychczas brakuje wsparcia dla przeglądarek z serii Safari 5.

## Funkcjonalność serwisu
StumbleUpon posługuje się systemem tzw. uwspólnionego filtrowania treści (ang. collaborative filtering) – metody uczenia maszynowego, w której danymi wejściowymi są opinie wystawiane przez innych ludzi. Każda ocena strony WWW zostaje odnotowywana na profilu osobistym, służącym za podstawę łączenia użytkowników w sieć wzajemnych powiązań. Rezultatem są wspólnoty internautów o zbliżonych upodobaniach/oczekiwaniach. Szukając nowych treści za pośrednictwem serwisu użytkownik „natyka się” (ang. to stumble upon) na zawartość poleconą przez powiązane z nim osoby. Swoje preferencje można określić, klikając na przycisk z uniesionym/opuszczonym kciukiem, dodając komentarze o odwiedzanych witrynach bądź wprowadzając a priori informacje na temat własnych zainteresowań. Utrzymując usługi społecznościowe, serwis pozwala na swobodną wymianę informacji między konkretnymi użytkownikami.

## Historia firmy
StumbleUpon został założony w listopadzie 2001 roku przez Garretta Campa, Geoffa Smitha, Justina LaFrance'a i Erica Boyda w Calgary (Kanada). Wzrost popularności strony przyciągnął inwestora z Krzemowej Doliny, Brada O'Neila. Pomógł on przeprowadzić firmę do San Francisco i zbierać dalsze fundusze na rozwój usługi. W maju 2007 roku witryna została przejęta po cenie 75 mln USD przez koncern eBay. Dwa lata później wystawioną (za pośrednictwem Deutsche Banku) na sprzedaż stronę odkupili ponownie pierwotni założyciele.
W chwili obecnej StumbleUpon jest niezależnym, zabezpieczonym finansowo przedsięwzięciem z biurami w San Francisco i Nowym Jorku.
Utrzymuje się z zysków za reklamy celowane, które pojawiają się jako określony odsetek wyników podczas wyszukiwania treści, oraz udostępnianie płatnych kont gwarantujących dodatkowe przywileje. Do tej pory na serwisie użytkownicy mieli założyć ponad 15 mln kont, generując łącznie ponad 5 mld rekomendacji. Usługa utrzymuje się dość wysoko w zestawieniach popularności stron internetowych.